# هاميلتون (أستراليا)
هاميلتون هي مدينة، تتبع ولاية فيكتوريا، هي عاصمة Shire of Southern Grampians ‏، بلغ عدد سكانها 9,346  نسمة في 2011، رمزها البريدي هو 3300.

## المناخ
يظهر الجدول التالي التغييرات المناخية على مدار السنة لهاميلتون:
| البيانات المناخية لـهاميلتون      | البيانات المناخية لـهاميلتون | البيانات المناخية لـهاميلتون | البيانات المناخية لـهاميلتون | البيانات المناخية لـهاميلتون | البيانات المناخية لـهاميلتون | البيانات المناخية لـهاميلتون | البيانات المناخية لـهاميلتون | البيانات المناخية لـهاميلتون | البيانات المناخية لـهاميلتون | البيانات المناخية لـهاميلتون | البيانات المناخية لـهاميلتون | البيانات المناخية لـهاميلتون | البيانات المناخية لـهاميلتون |
| الشهر                             | يناير                        | فبراير                       | مارس                         | أبريل                        | مايو                         | يونيو                        | يوليو                        | أغسطس                        | سبتمبر                       | أكتوبر                       | نوفمبر                       | ديسمبر                       | المعدل السنوي                |
| --------------------------------- | ---------------------------- | ---------------------------- | ---------------------------- | ---------------------------- | ---------------------------- | ---------------------------- | ---------------------------- | ---------------------------- | ---------------------------- | ---------------------------- | ---------------------------- | ---------------------------- | ---------------------------- |
| الدرجة القصوى °م (°ف)             | 44.0 (111.2)                 | 44.5 (112.1)                 | 39.6 (103.3)                 | 33.7 (92.7)                  | 27.0 (80.6)                  | 22.0 (71.6)                  | 18.7 (65.7)                  | 22.6 (72.7)                  | 28.0 (82.4)                  | 34.0 (93.2)                  | 38.1 (100.6)                 | 43.3 (109.9)                 | 44.5 (112.1)                 |
| متوسط درجة الحرارة الكبرى °م (°ف) | 26.7 (80.1)                  | 26.8 (80.2)                  | 24.2 (75.6)                  | 19.9 (67.8)                  | 15.7 (60.3)                  | 12.9 (55.2)                  | 12.1 (53.8)                  | 13.3 (55.9)                  | 15.2 (59.4)                  | 18.0 (64.4)                  | 21.1 (70.0)                  | 24.2 (75.6)                  | 19.2 (66.6)                  |
| متوسط درجة الحرارة الصغرى °م (°ف) | 11.2 (52.2)                  | 11.4 (52.5)                  | 10.4 (50.7)                  | 8.4 (47.1)                   | 6.7 (44.1)                   | 5.0 (41.0)                   | 4.4 (39.9)                   | 4.8 (40.6)                   | 5.8 (42.4)                   | 6.6 (43.9)                   | 8.2 (46.8)                   | 9.6 (49.3)                   | 7.7 (45.9)                   |
| أدنى درجة حرارة °م (°ف)           | 1.5 (34.7)                   | 2.1 (35.8)                   | 1.5 (34.7)                   | −0.5 (31.1)                  | −1.5 (29.3)                  | −3.8 (25.2)                  | −2.8 (27.0)                  | −3.6 (25.5)                  | −3.5 (25.7)                  | −0.7 (30.7)                  | −0.1 (31.8)                  | 0.0 (32.0)                   | −3.8 (25.2)                  |
| الهطول مم (إنش)                   | 32.9 (1.30)                  | 23.3 (0.92)                  | 34.2 (1.35)                  | 39.8 (1.57)                  | 53.8 (2.12)                  | 65.8 (2.59)                  | 71.1 (2.80)                  | 77.9 (3.07)                  | 67.1 (2.64)                  | 54.3 (2.14)                  | 47.5 (1.87)                  | 44.2 (1.74)                  | 617.3 (24.30)                |
| متوسط أيام هطول الأمطار           | 4.7                          | 3.7                          | 5.1                          | 6.7                          | 9.9                          | 11.6                         | 13.7                         | 14.4                         | 11.7                         | 9.7                          | 7.5                          | 6.7                          | 105.4                        |
| المصدر:                           |                              |                              |                              |                              |                              |                              |                              |                              |                              |                              |                              |                              |                              |

## أعلام
- ألان مايرز
- مارغريت وايت
- جاك كوندون
- كلايف شيلدز
- بيل إلستون
- ألف هايز